# 호점산성
호점산성은 보은군 회인면 용곡리에 위치하고 있다.
사방이 높은 산봉우리이고, 중앙에 넓은 골짜기가 있는 이른바 고로봉형의 석축 산성으로 전체적인 평면 형태는 부정타원형이다. 산성의 둘레는 2,400~2,500m 정도이다. 문터는 서북문터를 비롯하여 모두 7곳에 문터가 마련되어 있다.
산성의 북쪽으로 문의에서 회인으로 통하는 왕재와 염티재가 있다. 이 왕재와 염티재는 금강의 수로교통을 통하여 공급되는 소금과 생선 등의 물자를 금강의 포구가 위치하고 있었던 문의에서 회인과 보은을 거쳐 경상도 상주 방면으로 이동하는 교통로이다. 지금은 대청호때문에 수몰되었지만 대청댐이 축조되기 전에는 수로를 통하여 보은 상주로 통하는 나루터가 있었다. 또한 산성의 축조방법이 특이하여 고려시대의 성곽 축조기술의 일단을 살펴볼 수 있으며, 고려말 왜구의 활동지역에 속하던 곳에 축조된 산성으로 최영장군의 설화가 깃들어 있다.
회인면에는 호점산성외 매곡산성과 국사봉산성이 있다.